# Репье (Брянская область)
Репье (Репья) — посёлок в Брасовском районе Брянской области, в составе Столбовского сельского поселения. 
 Расположен в 4 км к востоку от села Столбово. Население — 24 человека (2010).
Возник в 1920-е годы. До 2005 года входил в состав Городищенского (2-го) сельсовета.
| Годы      | 1979 | 1989 | 2002 | 2010 |
| --------- | ---- | ---- | ---- | ---- |
| Население | 41   | 19   | 25   | 24   |